# Primera División de Venezuela 2021
La temporada 2021 de la Primera División de Venezuela conocida como la Liga FUTVE fue la 65.ª edición de la Primera División de Venezuela desde su creación en 1957. El torneo lo organizó la Liga FUTVE bajo la supervisión de la Federación Venezolana de Fútbol.
Un total de 21 equipos participaron en la competición, incluyendo 17 equipos de la temporada anterior, 2 que no participaron pero permanecieron en la máxima categoría y 2 que ascendieron de la Segunda División.
Esta temporada marcó el debut en Primera División de Hermanos Colmenárez por vez primera en su historia, y el regreso (después de 32 años fuera de esta categoría) de la Universidad Central de Venezuela, primer campeón de la liga venezolana.

## Sistema de juego
El formato y modelo de competición de la Temporada 2021 de la Liga FUTVE partió del siguiente modo:
- Fase clasificatoria: Los 21 clubes participantes se dividieron en tres grupos, con 7 equipos cada uno, por región: Occidental, Central y Oriental. Allí jugaron en formato de todos contra todos a cuatro ruedas, totalizando 28 jornadas por grupo y 24 partidos por equipo.[1][2]

- Fase final: Los cuatro primeros puestos de cada grupo en la primera fase clasificaron a la siguiente etapa, la cual estuvo dividida en dos hexagonales:

1) Al primer hexagonal clasificaron los dos primeros equipos de cada grupo de la fase anterior, y jugaron formando una liguilla de 6 clubes en partidos de ida y vuelta en formato de todos contra todos, para un total de 10 jornadas y 10 partidos por equipo. Los dos primeros al finalizar esta fase clasificaron a la final del torneo donde el ganador se proclamó como el campeón absoluto, ambos equipos clasificaron a la fase de grupos de la Copa Libertadores 2022; por orden de finalización, se asignaron los dos cupos restantes a la Copa Libertadores 2022 (tercer y cuarto lugar) y los 2 primeros cupos a la Copa Sudamericana 2022 (los dos últimos lugares).
2) En el segundo hexagonal clasificaron los terceros y cuartos equipos de cada grupo de la fase inicial, donde jugaron formando una liguilla de 6 clubes en partidos de ida y vuelta en formato de todos contra todos, para un total de 10 jornadas y 10 partidos por equipo. Los dos mejores de este hexagonal obtuvieron los 2 cupos restantes a la Copa Sudamericana 2022.
- Descenso: Se establecieron para esta temporada tres plazas directas de descenso a Segunda División para los últimos lugares de cada grupo.[4]

- El campeón de la Segunda División 2021 ascendió directamente a la Primera División 2022.

## Relevos
| Pos. | a Primera División  |
| ---- | ------------------- |
| 1.º  | Hermanos Colmenárez |
| 2.º  | Universidad Central |

| Pos. | a Segunda División |
| ---- | ------------------ |
| N/A  | No hubo            |

## Información
| Equipo                  | Ciudad         | Entrenador            | Estadio                       | Capacidad | Temp. | Campeonatos |
| ----------------------- | -------------- | --------------------- | ----------------------------- | --------- | ----- | ----------- |
| Academia Puerto Cabello | Puerto Cabello | Jeremy Nowak          | Complejo Deportivo Socialista | 6000      | 4     | —           |
| Aragua                  | Maracay        | Edson Rodríguez       | Olímpico Hermanos Ghersi      | 12 000    | 14    | —           |
| Atlético Venezuela      | Caracas        | José Hernández        | Brígido Iriarte               | 8000      | 8     | —           |
| Carabobo                | Valencia       | Enrique Maggiolo      | Polideportivo Misael Delgado  | 10 400    | 19    | —           |
| Caracas                 | Caracas        | Noel Sanvicente       | Olímpico de la UCV            | 20 900    | 36    | 12          |
| Deportivo La Guaira     | Caracas        | Daniel Farías         | Olímpico de la UCV            | 20 900    | 10    | 1           |
| Deportivo Lara          | Barquisimeto   | Leo González          | Farid Richa                   | 7500      | 9     | 1           |
| Deportivo Táchira       | San Cristóbal  | Juan Domingo Tolisano | Polideportivo de Pueblo Nuevo | 38 755    | 46    | 8           |
| Estudiantes de Mérida   | Mérida         | Leonel Vielma         | Metropolitano de Mérida       | 42 200    | 48    | 2           |
| Gran Valencia           | Valencia       | Bladimir Morales      | Polideportivo Misael Delgado  | 10 400    | 2     | —           |
| Hermanos Colmenárez     | Barinas        | Luis Pacheco          | Agustín Tovar                 | 25 500    | 1     | —           |
| LALA                    | Ciudad Guayana | Elías Emmons          | CTE Cachamay                  | 41 600    | 3     | —           |
| Metropolitanos          | Caracas        | José María Morr       | Olímpico de la UCV            | 20 900    | 4     | —           |
| Mineros de Guayana      | Ciudad Guayana | Pastor Márquez        | CTE Cachamay                  | 41 600    | 37    | 1           |
| Monagas                 | Maturín        | Jhonny Ferreira       | Monumental de Maturín         | 51 796    | 22    | 1           |
| Portuguesa              | Araure         | Alí Cañas             | José Antonio Páez             | 14 000    | 45    | 5           |
| Trujillanos             | Valera         | Jesús Valiente        | José Alberto Pérez            | 25 000    | 30    | —           |
| Universidad Central     | Caracas        | Daniel Sasso          | Olímpico de la UCV            | 20 900    | 7     | 1           |
| Yaracuyanos             | San Felipe     | Manuel González       | Florentino Oropeza            | 10 000    | 6     | —           |
| Zamora                  | Barinas        | Alfarabi Romero       | Agustín Tovar                 | 25 500    | 13    | 4           |
| Zulia                   | Maracaibo      | Henry Meléndez        | La Victoria                   | 500       | 11    | —           |

### Cambios de entrenadores
| Equipo                  | Entrenador        | Tipo                              | Salida                   | Posición         | Entrenador        | Entrada                  |
| ----------------------- | ----------------- | --------------------------------- | ------------------------ | ---------------- | ----------------- | ------------------------ |
| Yaracuyanos             | Jesús Cabello     | Renuncia                          | 15 de diciembre de 2020  | Pretemporada     | Daniel Farrar     | 10 de enero de 2021      |
| Trujillanos             | Martín Carrillo   | Renuncia                          | 17 de diciembre de 2020  | Pretemporada     | Gustavo Romanello | 11 de marzo de 2021      |
| Deportivo Lara          | Leo González      | Mutuo acuerdo                     | 20 de diciembre de 2020  | Pretemporada     | Martín Brignani   | 25 de enero de 2021      |
| Carabobo                | José Parada       | Fin de contrato                   | 31 de diciembre de 2020  | Pretemporada     | Enrique Maggiolo  | 14 de febrero de 2021    |
| Zulia                   | Alex García King  | Fin de contrato                   | 31 de diciembre de 2020  | Pretemporada     | Frank Flores      | 5 de febrero de 2021     |
| Estudiantes de Mérida   | Martín Brignani   | Renuncia                          | 5 de enero de 2021       | Pretemporada     | Leonel Vielma     | 12 de enero de 2021      |
| Mineros de Guayana      | Leonel Vielma     | Fichado por Estudiantes de Mérida | 12 de enero de 2021      | Pretemporada     | Jesús Cabello     | 11 de marzo de 2021      |
| Zamora                  | Luis Terán        | Fin de interinidad                | 24 de enero de 2021      | Pretemporada     | Marcelo Gómez     | 24 de enero de 2021      |
| Trujillanos             | Gustavo Romanello | Mutuo acuerdo                     | 29 de marzo de 2021      | Pretemporada     | Junior Díaz       | 29 de marzo de 2021      |
| Academia Puerto Cabello | Carlos Maldonado  | Despedido                         | 11 de abril de 2021      | Pretemporada     | José Basualdo     | 24 de abril de 2021      |
| Aragua                  | Kike García       | Renuncia                          | 8 de mayo de 2021        | 7.º (central)    | Edson Rodríguez   | 12 de mayo de 2021       |
| Yaracuyanos             | Daniel Farrar     | Renuncia                          | 16 de mayo de 2021       | 5.º (central)    | Tony Franco       | 20 de mayo de 2021       |
| Trujillanos             | Junior Díaz       | Renuncia                          | 17 de mayo de 2021       | 7.º (occidental) | Jesús Valiente    | 18 de mayo de 2021       |
| Universidad Central     | Pedro Acosta      | Mutuo acuerdo                     | 17 de junio de 2021      | 7.º (oriental)   | Daniel Sasso      | 17 de junio de 2021      |
| Lala                    | Elías Emmons      | Despedido                         | 23 de julio de 2021      | 7.º (oriental)   | Álvaro Valencia   | 26 de julio de 2021      |
| Deportivo Lara          | Martín Brignani   | Despedido                         | 31 de julio de 2021      | 5.º (central)    | Leo González      | 2 de agosto de 2021      |
| Mineros de Guayana      | Jesús Cabello     | Mutuo acuerdo                     | 2 de agosto de 2021      | 4.º (oriental)   | Pastor Márquez    | 6 de agosto de 2021      |
| Lala                    | Álvaro Valencia   | Renuncia                          | 10 de agosto de 2021     | 7.º (oriental)   | Elías Emmons      | 13 de agosto de 2021     |
| Zulia                   | Frank Flores      | Mutuo acuerdo                     | 16 de agosto de 2021     | 5.º (occidental) | Henry Meléndez    | 16 de agosto de 2021     |
| Academia Puerto Cabello | José Basualdo     | Despedido                         | 23 de agosto de 2021     | 7.º (central)    | Martín Carrillo   | 26 de agosto de 2021     |
| Zamora                  | Marcelo Gómez     | Despedido                         | 30 de agosto de 2021     | 6.º (occidental) | Alfarabi Romero   | 30 de agosto de 2021     |
| Yaracuyanos             | Tony Franco       | Renuncia                          | 23 de septiembre de 2021 | 7.º (central)    | Manuel González   | 24 de septiembre de 2021 |
| Atlético Venezuela      | Jair Díaz         | Cambio de rol                     | 1 de octubre de 2021     | 3.º (oriental)   | José Hernández    | 1 de octubre de 2021     |
| Academia Puerto Cabello | Martín Carrillo   | Despedido                         | 3 de noviembre de 2021   | 2.º (B)          | Jeremy Nowak      | 4 de noviembre de 2021   |

## Localización
| Región            | N.° | Equipos                                                                               |
| ----------------- | --- | ------------------------------------------------------------------------------------- |
| Capital           | 5   | Atlético Venezuela, Caracas, Deportivo La Guaira, Metropolitanos, Universidad Central |
| Los Andes         | 5   | Deportivo Táchira, Estudiantes de Mérida, Hermanos Colmenárez, Trujillanos, Zamora    |
| Central           | 4   | Academia Puerto Cabello, Aragua, Carabobo, Gran Valencia                              |
| Centro Occidental | 3   | Deportivo Lara, Portuguesa, Yaracuyanos                                               |
| Guayana           | 2   | LALA, Mineros de Guayana                                                              |
| Nor-Oriental      | 1   | Monagas                                                                               |
| Zuliana           | 1   | Zulia                                                                                 |

## Fase clasificatoria
La disputarán los 21 equipos que componen la Primera División, serán divididos en tres grupos de siete equipos y jugarán todos contra todos a ida y vuelta, se repetirá dos veces el fixture, de tal manera cada equipo disputará 24 partidos en 28 fechas. A la fase final (hexagonal) avanzarán 12 equipos.
|  | Clasificado para el hexagonal final A. |
|  | Clasificado para el hexagonal final B. |
|  | Descenso.                              |

### Grupo Occidental (A)

#### Clasificación
| Pos. | Equipo                | Pts. | PJ | G  | E  | P  | GF | GC | Dif. |  |
| ---- | --------------------- | ---- | -- | -- | -- | -- | -- | -- | ---- |  |
| 1    | Deportivo Táchira     | 49   | 24 | 15 | 4  | 5  | 49 | 22 | +27  |  |
| 2    | Estudiantes de Mérida | 42   | 24 | 12 | 6  | 6  | 39 | 25 | +14  |  |
| 3    | Portuguesa F. C.      | 39   | 24 | 11 | 6  | 7  | 32 | 21 | +11  |  |
| 4    | Hermanos Colmenarez   | 36   | 24 | 8  | 12 | 4  | 43 | 35 | +8   |  |
| 5    | Zamora F. C.          | 32   | 24 | 8  | 8  | 8  | 36 | 30 | +6   |  |
| 6    | Zulia F. C.           | 31   | 24 | 8  | 7  | 9  | 37 | 32 | +5   |  |
| 7    | Trujillanos F. C.     | 1    | 24 | 0  | 1  | 23 | 8  | 79 | −71  |  |

 Fuente: Liga FutVe

#### Evolución de la clasificación
| Equipo / Fecha        | 1 | 2 | 3 | 4 | 5 | 6 | 7 | 8 | 9 | 10 | 11 | 12 | 13 | 14 | 15 | 16 | 17 | 18 | 19 | 20 | 21 | 22 | 23 | 24 | 25 | 26 | 27 | 28 |
| --------------------- | - | - | - | - | - | - | - | - | - | -- | -- | -- | -- | -- | -- | -- | -- | -- | -- | -- | -- | -- | -- | -- | -- | -- | -- | -- |
| Deportivo Táchira     | 2 | 5 | 2 | 1 | 1 | 1 | 1 | 2 | 1 | 1  | 1  | 1  | 1  | 1  | 1  | 1  | 1  | 1  | 2  | 1  | 2  | 2  | 1  | 1  | 1  | 1  | 1  | 1  |
| Estudiantes de Mérida | 1 | 3 | 1 | 3 | 4 | 6 | 5 | 3 | 2 | 2  | 2  | 3  | 3  | 3  | 3  | 3  | 3  | 2  | 1  | 2  | 1  | 1  | 2  | 2  | 2  | 2  | 2  | 2  |
| Portuguesa            | 3 | 6 | 6 | 6 | 2 | 4 | 2 | 1 | 3 | 3  | 3  | 2  | 2  | 2  | 2  | 2  | 2  | 3  | 3  | 3  | 3  | 3  | 3  | 3  | 3  | 3  | 3  | 3  |
| Hermanos Colmenárez   | 6 | 4 | 4 | 5 | 6 | 5 | 4 | 4 | 5 | 4  | 5  | 4  | 4  | 4  | 4  | 4  | 4  | 5  | 5  | 5  | 5  | 5  | 4  | 4  | 4  | 4  | 4  | 4  |
| Zamora                | 4 | 1 | 3 | 2 | 3 | 2 | 3 | 5 | 4 | 5  | 4  | 5  | 5  | 5  | 5  | 5  | 5  | 4  | 4  | 6  | 6  | 6  | 6  | 6  | 5  | 5  | 5  | 5  |
| Zulia                 | 5 | 2 | 5 | 4 | 5 | 3 | 6 | 6 | 6 | 6  | 6  | 6  | 6  | 6  | 6  | 6  | 6  | 6  | 6  | 4  | 4  | 4  | 5  | 5  | 6  | 6  | 6  | 6  |
| Trujillanos           | 7 | 7 | 7 | 7 | 7 | 7 | 7 | 7 | 7 | 7  | 7  | 7  | 7  | 7  | 7  | 7  | 7  | 7  | 7  | 7  | 7  | 7  | 7  | 7  | 7  | 7  | 7  | 7  |

#### Resultados
- Los horarios corresponden al huso horario de Venezuela (UTC-4).

| Deportivo Táchira     | 2 - 1 | Hermanos Colmenárez | Polideportivo de Pueblo Nuevo | 15 de abril | 18:00 |
| Estudiantes de Mérida | 4 - 0 | Trujillanos         | Metropolitano de Mérida       | 16 de abril | 19:00 |
| Zamora                | 0 - 0 | Portuguesa          | Agustín Tovar                 | 18 de abril | 19:15 |
| Equipo libre: Zulia   |       |                     |                               |             |       |

| Hermanos Colmenárez      | 4 - 2 | Estudiantes de Mérida | Agustín Tovar | 22 de abril | 18:15 |
| Trujillanos              | 0 - 4 | Zamora                | Farid Richa   | 23 de abril | 19:00 |
| Zulia                    | 5 - 0 | Deportivo Táchira     | Lino Alonso   | 24 de abril | 16:00 |
| Equipo libre: Portuguesa |       |                       |               |             |       |

| Estudiantes de Mérida     | 1 - 0 | Zulia               | Metropolitano de Mérida | 29 de abril | 16:00 |
| Zamora                    | 2 - 2 | Hermanos Colmenárez | Agustín Tovar           | 30 de abril | 19:00 |
| Portuguesa                | 0 - 3 | Deportivo Táchira   | José Antonio Páez       | 1 de mayo   | 19:15 |
| Equipo libre: Trujillanos |       |                     |                         |             |       |

| Zulia                             | 3 - 3 | Zamora      | Lino Alonso                   | 6 de mayo | 16:00 |
| Deportivo Táchira                 | 2 - 0 | Trujillanos | Polideportivo de Pueblo Nuevo | 8 de mayo | 20:30 |
| Estudiantes de Mérida             | 0 - 2 | Portuguesa  | Metropolitano de Mérida       | 9 de mayo | 18:15 |
| Equipo libre: Hermanos Colmenárez |       |             |                               |           |       |

| Portuguesa           | 5 - 0 | Trujillanos           | José Antonio Páez             | 13 de mayo | 20:30 |
| Hermanos Colmenárez  | 0 - 0 | Zulia                 | Agustín Tovar                 | 14 de mayo | 18:15 |
| Deportivo Táchira    | 1 - 0 | Estudiantes de Mérida | Polideportivo de Pueblo Nuevo | 15 de mayo | 19:15 |
| Equipo libre: Zamora |       |                       |                               |            |       |

| Portuguesa                          | 0 - 0 | Hermanos Colmenárez | José Antonio Páez  | 20 de mayo | 20:30 |
| Trujillanos                         | 1 - 2 | Zulia               | José Alberto Pérez | 21 de mayo | 17:00 |
| Zamora                              | 2 - 1 | Deportivo Táchira   | Agustín Tovar      | 22 de mayo | 18:15 |
| Equipo libre: Estudiantes de Mérida |       |                     |                    |            |       |

| Trujillanos                     | 0 - 2 | Hermanos Colmenárez | Farid Richa             | 27 de mayo | 17:00 |
| Zulia                           | 1 - 2 | Portuguesa          | La Victoria             | 28 de mayo | 16:00 |
| Estudiantes de Mérida           | 1 - 0 | Zamora              | Metropolitano de Mérida | 30 de mayo | 16:00 |
| Equipo libre: Deportivo Táchira |       |                     |                         |            |       |

| Trujillanos         | 0 - 7 | Estudiantes de Mérida | Farid Richa       | 3 de junio | 20:30 |
| Portuguesa          | 2 - 1 | Zamora                | José Antonio Páez | 4 de junio | 18:15 |
| Hermanos Colmenárez | 2 - 2 | Deportivo Táchira     | Agustín Tovar     | 5 de junio | 19:15 |
| Equipo libre: Zulia |       |                       |                   |            |       |

| Zamora                   | 6 - 0 | Trujillanos         | Agustín Tovar                 | 11 de junio | 18:15 |
| Deportivo Táchira        | 4 - 1 | Zulia               | Polideportivo de Pueblo Nuevo | 12 de junio | 19:15 |
| Estudiantes de Mérida    | 6 - 2 | Hermanos Colmenárez | Metropolitano de Mérida       | 13 de junio | 15:00 |
| Equipo libre: Portuguesa |       |                     |                               |             |       |

| Zulia                     | 1 - 2 | Estudiantes de Mérida | La Victoria                   | 18 de junio | 16:00 |
| Deportivo Táchira         | 1 - 0 | Portuguesa            | Polideportivo de Pueblo Nuevo | 20 de junio | 15:00 |
| Hermanos Colmenárez       | 3 - 2 | Zamora                | Agustín Tovar                 | 20 de junio | 20:30 |
| Equipo libre: Trujillanos |       |                       |                               |             |       |

| Trujillanos                       | 0 - 3 | Deportivo Táchira     | Farid Richa       | 25 de junio | 19:15 |
| Portuguesa                        | 3 - 0 | Estudiantes de Mérida | José Antonio Páez | 26 de junio | 16:45 |
| Zamora                            | 0 - 3 | Zulia                 | Agustín Tovar     | 27 de junio | 19:30 |
| Equipo libre: Hermanos Colmenárez |       |                       |                   |             |       |

| Estudiantes de Mérida | 1 - 1 | Deportivo Táchira   | Metropolitano de Mérida | 1 de julio | 19:15 |
| Zulia                 | 2 - 2 | Hermanos Colmenárez | La Victoria             | 3 de julio | 16:00 |
| Trujillanos           | 0 - 2 | Portuguesa          | Farid Richa             | 4 de julio | 18:15 |
| Equipo libre: Zamora  |       |                     |                         |            |       |

| Zulia                               | 2 - 1 | Trujillanos | La Victoria                   | 9 de julio  | 16:00 |
| Hermanos Colmenárez                 | 1 - 3 | Portuguesa  | Agustín Tovar                 | 11 de julio | 18:15 |
| Deportivo Táchira                   | 3 - 0 | Zamora      | Polideportivo de Pueblo Nuevo | 11 de julio | 20:30 |
| Equipo libre: Estudiantes de Mérida |       |             |                               |             |       |

| Portuguesa                      | 0 - 1 | Zulia                 | José Antonio Páez | 15 de julio | 18:15 |
| Hermanos Colmenárez             | 6 - 0 | Trujillanos           | Agustín Tovar     | 15 de julio | 20:30 |
| Zamora                          | 0 - 1 | Estudiantes de Mérida | Agustín Tovar     | 16 de julio | 20:45 |
| Equipo libre: Deportivo Táchira |       |                       |                   |             |       |

| Estudiantes de Mérida | 4 - 2 | Trujillanos         | Metropolitano de Mérida       | 22 de julio | 19:15 |
| Zamora                | 1 - 4 | Portuguesa          | Agustín Tovar                 | 24 de julio | 17:00 |
| Deportivo Táchira     | 1 - 1 | Hermanos Colmenárez | Polideportivo de Pueblo Nuevo | 26 de julio | 19:00 |
| Equipo libre: Zulia   |       |                     |                               |             |       |

| Trujillanos              | 0 - 5 | Zamora                | Farid Richa   | 29 de julio | 18:00 |
| Zulia                    | 1 - 2 | Deportivo Táchira     | Lino Alonso   | 31 de julio | 16:00 |
| Hermanos Colmenárez      | 1 - 1 | Estudiantes de Mérida | Agustín Tovar | 1 de agosto | 19:00 |
| Equipo libre: Portuguesa |       |                       |               |             |       |

| Estudiantes de Mérida     | 2 - 1 | Zulia               | Metropolitano de Mérida | 5 de agosto | 16:00 |
| Zamora                    | 1 - 1 | Hermanos Colmenárez | Agustín Tovar           | 6 de agosto | 19:00 |
| Portuguesa                | 2 - 0 | Deportivo Táchira   | José Antonio Páez       | 7 de agosto | 17:00 |
| Equipo libre: Trujillanos |       |                     |                         |             |       |

| Zulia                             | 1 - 1 | Zamora      | Lino Alonso                   | 12 de agosto | 16:00 |
| Deportivo Táchira                 | 3 - 0 | Trujillanos | Polideportivo de Pueblo Nuevo | 14 de agosto | 19:00 |
| Estudiantes de Mérida             | 1 - 0 | Portuguesa  | Metropolitano de Mérida       | 15 de agosto | 19:30 |
| Equipo libre: Hermanos Colmenárez |       |             |                               |              |       |

| Deportivo Táchira    | 1 - 2 | Estudiantes de Mérida | Polideportivo de Pueblo Nuevo | 19 de agosto | 19:30 |
| Hermanos Colmenárez  | 0 - 2 | Zulia                 | Agustín Tovar                 | 21 de agosto | 18:15 |
| Portuguesa           | 1 - 0 | Trujillanos           | José Antonio Páez             | 22 de agosto | 18:15 |
| Equipo libre: Zamora |       |                       |                               |              |       |

| Portuguesa                          | 1 - 1 | Hermanos Colmenárez | José Antonio Páez | 27 de agosto | 18:15 |
| Trujillanos                         | 0 - 3 | Zulia               | Farid Richa       | 28 de agosto | 18:15 |
| Zamora                              | 0 - 1 | Deportivo Táchira   | Agustín Tovar     | 29 de agosto | 20:30 |
| Equipo libre: Estudiantes de Mérida |       |                     |                   |              |       |

| Trujillanos                     | 0 - 2 | Hermanos Colmenárez | Farid Richa             | 1 de septiembre | 17:15 |
| Zulia                           | 0 - 0 | Portuguesa          | Lino Alonso             | 3 de septiembre | 16:00 |
| Estudiantes de Mérida           | 0 - 0 | Zamora              | Metropolitano de Mérida | 4 de septiembre | 20:30 |
| Equipo libre: Deportivo Táchira |       |                     |                         |                 |       |

| Hermanos Colmenárez | 1 - 1 | Deportivo Táchira     | Agustín Tovar     | 8 de septiembre  | 19:30 |
| Trujillanos         | 1 - 1 | Estudiantes de Mérida | Agustín Tovar     | 10 de septiembre | 18:15 |
| Portuguesa          | 0 - 1 | Zamora                | José Antonio Páez | 11 de septiembre | 18:15 |
| Equipo libre: Zulia |       |                       |                   |                  |       |

| Deportivo Táchira        | 3 - 0 | Zulia               | Polideportivo de Pueblo Nuevo | 16 de septiembre | 20:30 |
| Zamora                   | 2 - 1 | Trujillanos         | Agustín Tovar                 | 17 de septiembre | 19:00 |
| Estudiantes de Mérida    | 1 - 2 | Hermanos Colmenárez | Metropolitano de Mérida       | 19 de septiembre | 18:15 |
| Equipo libre: Portuguesa |       |                     |                               |                  |       |

| Deportivo Táchira         | 4 - 1 | Portuguesa            | Polideportivo de Pueblo Nuevo | 23 de septiembre | 20:30 |
| Zulia                     | 1 - 2 | Estudiantes de Mérida | Lino Alonso                   | 25 de septiembre | 16:00 |
| Hermanos Colmenárez       | 1 - 1 | Zamora                | Agustín Tovar                 | 26 de septiembre | 20:30 |
| Equipo libre: Trujillanos |       |                       |                               |                  |       |

| Zamora                            | 2 - 1 | Zulia                 | Agustín Tovar     | 2 de octubre | 18:15 |
| Trujillanos                       | 0 - 7 | Deportivo Táchira     | Farid Richa       | 3 de octubre | 18:15 |
| Portuguesa                        | 0 - 0 | Estudiantes de Mérida | José Antonio Páez | 3 de octubre | 20:30 |
| Equipo libre: Hermanos Colmenárez |       |                       |                   |              |       |

| Zulia                 | 3 - 3 | Hermanos Colmenárez | Lino Alonso             | 8 de octubre | 16:00 |
| Trujillanos           | 1 - 2 | Portuguesa          | Agustín Tovar           | 8 de octubre | 18:15 |
| Estudiantes de Mérida | 0 - 2 | Deportivo Táchira   | Metropolitano de Mérida | 9 de octubre | 20:30 |
| Equipo libre: Zamora  |       |                     |                         |              |       |

| Zulia                               | 2 - 0 | Trujillanos | Lino Alonso                   | 15 de octubre | 16:00 |
| Deportivo Táchira                   | 1 - 2 | Zamora      | Polideportivo de Pueblo Nuevo | 15 de octubre | 20:30 |
| Hermanos Colmenárez                 | 3 - 1 | Portuguesa  | Agustín Tovar                 | 16 de octubre | 20:30 |
| Equipo libre: Estudiantes de Mérida |       |             |                               |               |       |

| Hermanos Colmenárez             | 2 - 1 | Trujillanos           | Agustín Tovar     | 21 de octubre | 16:00 |
| Portuguesa                      | 1 - 1 | Zulia                 | José Antonio Páez | 21 de octubre | 20:00 |
| Zamora                          | 0 - 0 | Estudiantes de Mérida | Agustín Tovar     | 21 de octubre | 20:00 |
| Equipo libre: Deportivo Táchira |       |                       |                   |               |       |

### Grupo Central (B)

#### Clasificación
| Pos. | Equipo              | Pts. | PJ | G  | E  | P  | GF | GC | Dif. |  |
| ---- | ------------------- | ---- | -- | -- | -- | -- | -- | -- | ---- |  |
| 1    | Deportivo La Guaira | 38   | 24 | 10 | 8  | 6  | 33 | 22 | +11  |  |
| 2    | Deportivo Lara      | 34   | 24 | 8  | 10 | 6  | 42 | 30 | +12  |  |
| 3    | Puerto Cabello      | 34   | 24 | 8  | 10 | 6  | 24 | 21 | +3   |  |
| 4    | Aragua F. C.        | 33   | 24 | 8  | 9  | 7  | 22 | 25 | −3   |  |
| 5    | Gran Valencia F. C. | 33   | 24 | 8  | 9  | 7  | 25 | 32 | −7   |  |
| 6    | Carabobo F. C.      | 31   | 24 | 8  | 7  | 9  | 28 | 28 | 0    |  |
| 7    | Yaracuyanos F. C.   | 20   | 24 | 5  | 5  | 14 | 16 | 32 | −16  |  |

 Fuente: Liga FutVe

#### Evolución de la clasificación
| Equipo / Fecha      | 1 | 2 | 3 | 4 | 5 | 6 | 7 | 8 | 9 | 10 | 11 | 12 | 13 | 14 | 15 | 16 | 17 | 18 | 19 | 20 | 21 | 22 | 23 | 24 | 25 | 26 | 27 | 28 |
| ------------------- | - | - | - | - | - | - | - | - | - | -- | -- | -- | -- | -- | -- | -- | -- | -- | -- | -- | -- | -- | -- | -- | -- | -- | -- | -- |
| Deportivo La Guaira | 4 | 3 | 2 | 2 | 2 | 1 | 1 | 2 | 2 | 2  | 2  | 2  | 2  | 2  | 1  | 1  | 1  | 2  | 1  | 1  | 1  | 1  | 1  | 1  | 1  | 1  | 1  | 1  |
| Deportivo Lara      | 6 | 5 | 3 | 3 | 3 | 3 | 3 | 4 | 3 | 3  | 4  | 5  | 5  | 5  | 5  | 6  | 5  | 3  | 4  | 5  | 4  | 3  | 2  | 2  | 2  | 4  | 2  | 2  |
| Puerto Cabello      | 5 | 4 | 5 | 5 | 6 | 6 | 7 | 7 | 7 | 7  | 7  | 4  | 4  | 3  | 3  | 5  | 6  | 7  | 7  | 7  | 7  | 6  | 6  | 6  | 5  | 5  | 4  | 3  |
| Aragua              | 3 | 7 | 7 | 7 | 7 | 5 | 6 | 6 | 6 | 5  | 6  | 7  | 7  | 6  | 6  | 3  | 4  | 6  | 6  | 4  | 5  | 5  | 5  | 4  | 6  | 6  | 6  | 4  |
| Gran Valencia       | 2 | 1 | 1 | 1 | 1 | 2 | 2 | 1 | 1 | 1  | 1  | 1  | 1  | 1  | 2  | 2  | 2  | 1  | 2  | 2  | 2  | 4  | 4  | 5  | 3  | 2  | 3  | 5  |
| Carabobo            | 7 | 6 | 6 | 6 | 4 | 4 | 4 | 5 | 4 | 6  | 5  | 6  | 6  | 7  | 7  | 7  | 7  | 5  | 5  | 3  | 3  | 2  | 3  | 3  | 4  | 3  | 5  | 6  |
| Yaracuyanos         | 1 | 2 | 4 | 4 | 5 | 7 | 5 | 3 | 5 | 4  | 4  | 3  | 3  | 4  | 4  | 4  | 3  | 4  | 3  | 6  | 6  | 7  | 7  | 7  | 7  | 7  | 7  | 7  |

#### Resultados
- Los horarios corresponden al huso horario de Venezuela (UTC-4).

| Deportivo La Guaira                   | 0 - 0 | Aragua      | Olímpico de la UCV | 11 de abril | 19:30 |
| Deportivo Lara                        | 1 - 2 | Yaracuyanos | Farid Richa        | 17 de abril | 18:30 |
| Gran Valencia                         | 1 - 0 | Carabobo    | Misael Delgado     | 18 de abril | 17:00 |
| Equipo libre: Academia Puerto Cabello |       |             |                    |             |       |

| Carabobo                  | 1 - 1 | Deportivo Lara      | Misael Delgado  | 22 de abril | 20:30 |
| Academia Puerto Cabello   | 0 - 0 | Deportivo La Guaira | Misael Delgado  | 24 de abril | 18:15 |
| Aragua                    | 0 - 2 | Gran Valencia       | Brígido Iriarte | 25 de abril | 16:00 |
| Equipo libre: Yaracuyanos |       |                     |                 |             |       |

| Gran Valencia          | 0 - 0 | Academia Puerto Cabello | Misael Delgado | 29 de abril | 20:30 |
| Yaracuyanos            | 0 - 2 | Deportivo La Guaira     | Farid Richa    | 2 de mayo   | 16:00 |
| Deportivo Lara         | 4 - 1 | Aragua                  | Farid Richa    | 2 de mayo   | 20:30 |
| Equipo libre: Carabobo |       |                         |                |             |       |

| Academia Puerto Cabello | 0 - 3 | Deportivo Lara | Misael Delgado     | 6 de mayo | 19:00 |
| Gran Valencia           | 1 - 0 | Yaracuyanos    | Misael Delgado     | 8 de mayo | 18:15 |
| Deportivo La Guaira     | 4 - 2 | Carabobo       | Olímpico de la UCV | 9 de mayo | 16:00 |
| Equipo libre: Aragua    |       |                |                    |           |       |

| Yaracuyanos                  | 1 - 2 | Carabobo                | Farid Richa        | 13 de mayo | 16:00 |
| Deportivo La Guaira          | 0 - 0 | Gran Valencia           | Olímpico de la UCV | 15 de mayo | 17:00 |
| Aragua                       | 0 - 0 | Academia Puerto Cabello | Brígido Iriarte    | 16 de mayo | 16:00 |
| Equipo libre: Deportivo Lara |       |                         |                    |            |       |

| Carabobo                    | 2 - 2 | Academia Puerto Cabello | Misael Delgado    | 21 de mayo | 19:15 |
| Deportivo Lara              | 1 - 2 | Deportivo La Guaira     | Farid Richa       | 22 de mayo | 20:30 |
| Yaracuyanos                 | 0 - 1 | Aragua                  | José Antonio Páez | 23 de mayo | 16:00 |
| Equipo libre: Gran Valencia |       |                         |                   |            |       |

| Gran Valencia                     | 3 - 3 | Deportivo Lara | Misael Delgado | 28 de mayo | 19:15 |
| Academia Puerto Cabello           | 1 - 2 | Yaracuyanos    | Misael Delgado | 29 de mayo | 19:15 |
| Carabobo                          | 3 - 1 | Aragua         | Misael Delgado | 30 de mayo | 20:30 |
| Equipo libre: Deportivo La Guaira |       |                |                |            |       |

| Aragua                                | 2 - 0 | Deportivo La Guaira | Brígido Iriarte   | 4 de junio | 16:00 |
| Carabobo                              | 2 - 3 | Gran Valencia       | Misael Delgado    | 5 de junio | 17:00 |
| Yaracuyanos                           | 1 - 0 | Deportivo Lara      | José Antonio Páez | 6 de junio | 18:15 |
| Equipo libre: Academia Puerto Cabello |       |                     |                   |            |       |

| Deportivo Lara            | 0 - 0 | Carabobo                | Farid Richa        | 10 de junio | 19:15 |
| Gran Valencia             | 2 - 2 | Aragua                  | Misael Delgado     | 11 de junio | 20:30 |
| Deportivo La Guaira       | 0 - 1 | Academia Puerto Cabello | Olímpico de la UCV | 12 de junio | 17:00 |
| Equipo libre: Yaracuyanos |       |                         |                    |             |       |

| Deportivo La Guaira     | 1 - 1 | Yaracuyanos    | Olímpico de la UCV | 16 de junio | 18:15 |
| Academia Puerto Cabello | 1 - 1 | Gran Valencia  | Misael Delgado     | 17 de junio | 21:30 |
| Aragua                  | 0 - 0 | Deportivo Lara | Brígido Iriarte    | 19 de junio | 16:00 |
| Equipo libre: Carabobo  |       |                |                    |             |       |

| Deportivo Lara       | 2 - 2 | Academia Puerto Cabello | Farid Richa       | 24 de junio | 20:30 |
| Carabobo             | 1 - 1 | Deportivo La Guaira     | Misael Delgado    | 25 de junio | 17:00 |
| Yaracuyanos          | 1 - 1 | Gran Valencia           | José Antonio Páez | 26 de junio | 21:00 |
| Equipo libre: Aragua |       |                         |                   |             |       |

| Academia Puerto Cabello      | 1 - 0 | Aragua              | Misael Delgado | 2 de julio | 19:15 |
| Gran Valencia                | 0 - 0 | Deportivo La Guaira | Misael Delgado | 3 de julio | 20:30 |
| Carabobo                     | 0 - 1 | Yaracuyanos         | Misael Delgado | 4 de julio | 16:00 |
| Equipo libre: Deportivo Lara |       |                     |                |            |       |

| Academia Puerto Cabello     | 0 - 0 | Carabobo       | Misael Delgado     | 8 de julio  | 20:30 |
| Deportivo La Guaira         | 4 - 1 | Deportivo Lara | Olímpico de la UCV | 9 de julio  | 19:00 |
| Aragua                      | 1 - 1 | Yaracuyanos    | José Antonio Páez  | 12 de julio | 17:00 |
| Equipo libre: Gran Valencia |       |                |                    |             |       |

| Deportivo Lara                    | 5 - 1 | Gran Valencia           | Farid Richa    | 16 de julio | 18:30 |
| Yaracuyanos                       | 0 - 1 | Academia Puerto Cabello | Farid Richa    | 17 de julio | 19:00 |
| Aragua                            | 2 - 0 | Carabobo                | Misael Delgado | 18 de julio | 16:00 |
| Equipo libre: Deportivo La Guaira |       |                         |                |             |       |

| Deportivo La Guaira                   | 5 - 0 | Aragua      | Olímpico de la UCV | 22 de julio | 17:00 |
| Gran Valencia                         | 1 - 1 | Carabobo    | Misael Delgado     | 25 de julio | 17:00 |
| Deportivo Lara                        | 1 - 1 | Yaracuyanos | Farid Richa        | 25 de julio | 19:00 |
| Equipo libre: Academia Puerto Cabello |       |             |                    |             |       |

| Academia Puerto Cabello   | 0 - 2 | Deportivo La Guaira | Misael Delgado | 28 de julio | 19:00 |
| Carabobo                  | 2 - 0 | Deportivo Lara      | Misael Delgado | 30 de julio | 19:00 |
| Aragua                    | 1 - 0 | Gran Valencia       | Misael Delgado | 1 de agosto | 16:00 |
| Equipo libre: Yaracuyanos |       |                     |                |             |       |

| Gran Valencia          | 1 - 0 | Academia Puerto Cabello | Misael Delgado | 7 de agosto | 17:00 |
| Deportivo Lara         | 1 - 1 | Aragua                  | Farid Richa    | 8 de agosto | 19:00 |
| Yaracuyanos            | 3 - 2 | Deportivo La Guaira     | Farid Richa    | 9 de agosto | 17:00 |
| Equipo libre: Carabobo |       |                         |                |             |       |

| Academia Puerto Cabello | 1 - 3 | Deportivo Lara | Misael Delgado     | 12 de agosto | 19:00 |
| Gran Valencia           | 1 - 0 | Yaracuyanos    | Misael Delgado     | 13 de agosto | 19:15 |
| Deportivo La Guaira     | 0 - 2 | Carabobo       | Olímpico de la UCV | 15 de agosto | 15:00 |
| Equipo libre: Aragua    |       |                |                    |              |       |

| Yaracuyanos                  | 1 - 1 | Carabobo                | Farid Richa        | 19 de agosto | 17:15 |
| Aragua                       | 1 - 1 | Academia Puerto Cabello | Hermanos Ghersi    | 20 de agosto | 16:00 |
| Deportivo La Guaira          | 3 - 1 | Gran Valencia           | Olímpico de la UCV | 21 de agosto | 16:00 |
| Equipo libre: Deportivo Lara |       |                         |                    |              |       |

| Yaracuyanos                 | 0 - 2 | Aragua                  | Farid Richa    | 26 de agosto | 18:15 |
| Carabobo                    | 1 - 0 | Academia Puerto Cabello | Misael Delgado | 27 de agosto | 20:30 |
| Deportivo Lara              | 2 - 2 | Deportivo La Guaira     | Farid Richa    | 28 de agosto | 20:30 |
| Equipo libre: Gran Valencia |       |                         |                |              |       |

| Carabobo                          | 2 - 0 | Aragua         | Misael Delgado | 1 de septiembre | 19:30 |
| Academia Puerto Cabello           | 1 - 0 | Yaracuyanos    | Misael Delgado | 3 de septiembre | 20:30 |
| Gran Valencia                     | 0 - 5 | Deportivo Lara | Misael Delgado | 4 de septiembre | 18:15 |
| Equipo libre: Deportivo La Guaira |       |                |                |                 |       |

| Carabobo                              | 1 - 0 | Gran Valencia       | Misael Delgado  | 10 de septiembre | 20:30 |
| Aragua                                | 0 - 1 | Deportivo La Guaira | Hermanos Ghersi | 11 de septiembre | 16:00 |
| Yaracuyanos                           | 1 - 3 | Deportivo Lara      | Farid Richa     | 12 de septiembre | 20:30 |
| Equipo libre: Academia Puerto Cabello |       |                     |                 |                  |       |

| Deportivo La Guaira       | 0 - 0 | Academia Puerto Cabello | Olímpico de la UCV | 18 de septiembre | 16:00 |
| Gran Valencia             | 0 - 1 | Aragua                  | Misael Delgado     | 18 de septiembre | 18:15 |
| Deportivo Lara            | 2 - 1 | Carabobo                | Farid Richa        | 19 de septiembre | 20:30 |
| Equipo libre: Yaracuyanos |       |                         |                    |                  |       |

| Academia Puerto Cabello | 4 - 1 | Gran Valencia  | Misael Delgado     | 23 de septiembre | 18:15 |
| Aragua                  | 0 - 0 | Deportivo Lara | Hermanos Ghersi    | 24 de septiembre | 16:00 |
| Deportivo La Guaira     | 1 - 0 | Yaracuyanos    | Olímpico de la UCV | 26 de septiembre | 18:15 |
| Equipo libre: Carabobo  |       |                |                    |                  |       |

| Deportivo Lara       | 1 - 3 | Academia Puerto Cabello | Farid Richa    | 30 de septiembre | 20:30 |
| Yaracuyanos          | 0 - 2 | Gran Valencia           | Farid Richa    | 1 de octubre     | 18:15 |
| Carabobo             | 1 - 2 | Deportivo La Guaira     | Misael Delgado | 2 de octubre     | 20:30 |
| Equipo libre: Aragua |       |                         |                |                  |       |

| Academia Puerto Cabello      | 1 - 1 | Aragua              | La Bombonerita | 6 de octubre | 19:30 |
| Gran Valencia                | 2 - 1 | Deportivo La Guaira | Misael Delgado | 8 de octubre | 18:15 |
| Carabobo                     | 2 - 0 | Yaracuyanos         | Misael Delgado | 9 de octubre | 18:15 |
| Equipo libre: Deportivo Lara |       |                     |                |              |       |

| Aragua                      | 3 - 0 | Yaracuyanos    | Hermanos Ghersi    | 16 de octubre | 16:00 |
| Deportivo La Guaira         | 0 - 2 | Deportivo Lara | Olímpico de la UCV | 16 de octubre | 18:15 |
| Academia Puerto Cabello     | 3 - 0 | Carabobo       | La Bombonerita     | 17 de octubre | 18:15 |
| Equipo libre: Gran Valencia |       |                |                    |               |       |

| Aragua                            | 2 - 1 | Carabobo                | Hermanos Ghersi | 22 de octubre | 16:00 |
| Yaracuyanos                       | 0 - 1 | Academia Puerto Cabello | Misael Delgado  | 22 de octubre | 16:00 |
| Deportivo Lara                    | 1 - 1 | Gran Valencia           | Farid Richa     | 22 de octubre | 18:00 |
| Equipo libre: Deportivo La Guaira |       |                         |                 |               |       |

### Grupo Oriental (C)

#### Clasificación
| Pos. | Equipo               | Pts. | PJ | G  | E | P  | GF | GC | Dif. |  |
| ---- | -------------------- | ---- | -- | -- | - | -- | -- | -- | ---- |  |
| 1    | Caracas F. C.        | 48   | 24 | 14 | 6 | 4  | 50 | 27 | +23  |  |
| 2    | Monagas S. C.        | 45   | 24 | 13 | 6 | 5  | 44 | 27 | +17  |  |
| 3    | Metropolitanos F. C. | 35   | 24 | 9  | 8 | 7  | 42 | 31 | +11  |  |
| 4    | Atlético Venezuela   | 34   | 24 | 9  | 7 | 8  | 36 | 38 | −2   |  |
| 5    | Universidad Central  | 31   | 24 | 8  | 7 | 9  | 32 | 30 | +2   |  |
| 6    | Mineros de Guayana   | 29   | 24 | 8  | 5 | 11 | 25 | 33 | −8   |  |
| 7    | Lala F. C.           | 9    | 24 | 2  | 3 | 19 | 15 | 58 | −43  |  |

 Fuente: Liga FutVe

#### Evolución de la clasificación
| Equipo / Fecha      | 1 | 2 | 3 | 4 | 5 | 6 | 7 | 8 | 9 | 10 | 11 | 12 | 13 | 14 | 15 | 16 | 17 | 18 | 19 | 20 | 21 | 22 | 23 | 24 | 25 | 26 | 27 | 28 |
| ------------------- | - | - | - | - | - | - | - | - | - | -- | -- | -- | -- | -- | -- | -- | -- | -- | -- | -- | -- | -- | -- | -- | -- | -- | -- | -- |
| Caracas             | 1 | 2 | 2 | 1 | 1 | 1 | 1 | 1 | 1 | 1  | 1  | 1  | 1  | 1  | 1  | 1  | 1  | 1  | 1  | 1  | 1  | 1  | 1  | 1  | 1  | 1  | 1  | 1  |
| Monagas             | 2 | 1 | 1 | 2 | 2 | 2 | 4 | 4 | 2 | 2  | 2  | 2  | 2  | 2  | 2  | 2  | 2  | 2  | 2  | 2  | 2  | 2  | 2  | 2  | 2  | 2  | 2  | 2  |
| Metropolitanos      | 5 | 6 | 7 | 7 | 6 | 3 | 2 | 3 | 4 | 4  | 5  | 5  | 5  | 4  | 5  | 5  | 5  | 5  | 4  | 5  | 4  | 3  | 4  | 3  | 4  | 3  | 4  | 3  |
| Atlético Venezuela  | 3 | 4 | 4 | 4 | 3 | 5 | 5 | 5 | 5 | 5  | 3  | 4  | 4  | 5  | 4  | 3  | 3  | 3  | 3  | 3  | 3  | 4  | 3  | 4  | 3  | 4  | 3  | 4  |
| Universidad Central | 7 | 7 | 6 | 6 | 5 | 7 | 7 | 7 | 7 | 7  | 7  | 6  | 6  | 6  | 6  | 6  | 6  | 6  | 6  | 6  | 6  | 6  | 6  | 5  | 6  | 5  | 6  | 5  |
| Mineros de Guayana  | 6 | 5 | 5 | 5 | 7 | 4 | 3 | 2 | 3 | 3  | 4  | 3  | 3  | 3  | 3  | 4  | 4  | 4  | 5  | 4  | 5  | 5  | 5  | 6  | 5  | 6  | 5  | 6  |
| Lala                | 4 | 3 | 3 | 3 | 4 | 6 | 6 | 6 | 6 | 6  | 6  | 7  | 7  | 7  | 7  | 7  | 7  | 7  | 7  | 7  | 7  | 7  | 7  | 7  | 7  | 7  | 7  | 7  |

#### Resultados
- Los horarios corresponden al huso horario de Venezuela (UTC-4).

| Monagas            | 2 - 0 | Mineros de Guayana  | Monumental de Maturín | 15 de abril | 20:10 |
| Atlético Venezuela | 3 - 2 | Metropolitanos      | Brígido Iriarte       | 16 de abril | 16:00 |
| Caracas            | 2 - 0 | Universidad Central | Olímpico de la UCV    | 17 de abril | 16:00 |
| Equipo libre: Lala |       |                     |                       |             |       |

| Lala                         | 1 - 0 | Caracas            | CTE Cachamay       | 22 de abril | 16:00 |
| Mineros de Guayana           | 1 - 0 | Atlético Venezuela | CTE Cachamay       | 23 de abril | 16:00 |
| Universidad Central          | 0 - 2 | Monagas            | Olímpico de la UCV | 25 de abril | 18:15 |
| Equipo libre: Metropolitanos |       |                    |                    |             |       |

| Monagas                          | 1 - 1 | Lala                | Monumental de Maturín | 29 de abril | 18:15 |
| Atlético Venezuela               | 1 - 1 | Universidad Central | Brígido Iriarte       | 30 de abril | 16:00 |
| Metropolitanos                   | 1 - 3 | Caracas             | Olímpico de la UCV    | 1 de mayo   | 17:00 |
| Equipo libre: Mineros de Guayana |       |                     |                       |             |       |

| Caracas                           | 3 - 0 | Mineros de Guayana | Olímpico de la UCV    | 7 de mayo  | 17:00 |
| Lala                              | 2 - 2 | Atlético Venezuela | Ricardo Tulio Maya    | 8 de mayo  | 16:00 |
| Monagas                           | 3 - 1 | Metropolitanos     | Monumental de Maturín | 9 de junio | 17:00 |
| Equipo libre: Universidad Central |       |                    |                       |            |       |

| Caracas                          | 2 - 0 | Monagas            | Olímpico de la UCV | 14 de mayo | 16:00 |
| Universidad Central              | 2 - 0 | Lala               | Olímpico de la UCV | 14 de mayo | 20:30 |
| Metropolitanos                   | 3 - 0 | Mineros de Guayana | Olímpico de la UCV | 16 de mayo | 19:00 |
| Equipo libre: Atlético Venezuela |       |                    |                    |            |       |

| Atlético Venezuela    | 0 - 4 | Caracas             | Brígido Iriarte    | 20 de mayo | 16:00 |
| Mineros de Guayana    | 3 - 0 | Lala                | Ricardo Tulio Maya | 20 de mayo | 18:15 |
| Metropolitanos        | 3 - 2 | Universidad Central | Olímpico de la UCV | 23 de mayo | 19:15 |
| Equipo libre: Monagas |       |                     |                    |            |       |

| Monagas               | 0 - 0 | Atlético Venezuela  | Monumental de Maturín | 27 de mayo | 19:15 |
| Mineros de Guayana    | 3 - 1 | Universidad Central | Ricardo Tulio Maya    | 29 de mayo | 17:00 |
| Lala                  | 1 - 5 | Metropolitanos      | Ricardo Tulio Maya    | 30 de mayo | 18:15 |
| Equipo libre: Caracas |       |                     |                       |            |       |

| Metropolitanos      | 1 - 1 | Atlético Venezuela | Olímpico de la UCV | 2 de junio | 16:00 |
| Universidad Central | 2 - 3 | Caracas            | Olímpico de la UCV | 3 de junio | 11:15 |
| Mineros de Guayana  | 2 - 1 | Monagas            | Ricardo Tulio Maya | 3 de junio | 18:15 |
| Equipo libre: Lala  |       |                    |                    |            |       |

| Caracas                      | 1 - 2 | Lala                | Olímpico de la UCV    | 10 de junio | 17:00 |
| Atlético Venezuela           | 1 - 0 | Mineros de Guayana  | Brígido Iriarte       | 11 de junio | 16:00 |
| Monagas                      | 4 - 0 | Universidad Central | Monumental de Maturín | 13 de junio | 19:30 |
| Equipo libre: Metropolitanos |       |                     |                       |             |       |

| Lala                             | 0 - 3 | Monagas            | Ricardo Tulio Maya | 17 de junio | 19:15 |
| Universidad Central              | 2 - 2 | Atlético Venezuela | Olímpico de la UCV | 18 de junio | 19:00 |
| Caracas                          | 1 - 1 | Metropolitanos     | Olímpico de la UCV | 19 de junio | 19:00 |
| Equipo libre: Mineros de Guayana |       |                    |                    |             |       |

| Metropolitanos                    | 2 - 4 | Monagas | Olímpico de la UCV | 24 de junio | 16:00 |
| Atlético Venezuela                | 4 - 2 | Lala    | Brígido Iriarte    | 26 de junio | 11:00 |
| Mineros de Guayana                | 2 - 2 | Caracas | Ricardo Tulio Maya | 26 de junio | 19:00 |
| Equipo libre: Universidad Central |       |         |                    |             |       |

| Lala                             | 0 - 2 | Universidad Central | Ricardo Tulio Maya    | 1 de julio | 17:00 |
| Mineros de Guayana               | 1 - 0 | Metropolitanos      | Ricardo Tulio Maya    | 2 de julio | 17:00 |
| Monagas                          | 2 - 2 | Caracas             | Monumental de Maturín | 4 de julio | 20:30 |
| Equipo libre: Atlético Venezuela |       |                     |                       |            |       |

| Universidad Central   | 0 - 0 | Metropolitanos     | Olímpico de la UCV | 8 de julio  | 16:00 |
| Lala                  | 1 - 2 | Mineros de Guayana | Ricardo Tulio Maya | 8 de julio  | 18:15 |
| Caracas               | 3 - 1 | Atlético Venezuela | Olímpico de la UCV | 10 de julio | 17:00 |
| Equipo libre: Monagas |       |                    |                    |             |       |

| Universidad Central   | 1 - 0 | Mineros de Guayana | Olímpico de la UCV | 15 de julio | 16:00 |
| Atlético Venezuela    | 1 - 2 | Monagas            | Brígido Iriarte    | 17 de julio | 16:00 |
| Metropolitanos        | 1 - 0 | Lala               | Olímpico de la UCV | 18 de julio | 19:00 |
| Equipo libre: Caracas |       |                    |                    |             |       |

| Atlético Venezuela | 4 - 1 | Metropolitanos      | Brígido Iriarte       | 23 de julio | 16:00 |
| Monagas            | 1 - 1 | Mineros de Guayana  | Monumental de Maturín | 23 de julio | 19:00 |
| Caracas            | 2 - 1 | Universidad Central | Olímpico de la UCV    | 24 de julio | 19:00 |
| Equipo libre: Lala |       |                     |                       |             |       |

| Lala                         | 0 - 2 | Caracas            | Ricardo Tulio Maya | 29 de julio | 16:00 |
| Mineros de Guayana           | 1 - 2 | Atlético Venezuela | Ricardo Tulio Maya | 30 de julio | 17:00 |
| Universidad Central          | 3 - 0 | Monagas            | Olímpico de la UCV | 31 de julio | 18:00 |
| Equipo libre: Metropolitanos |       |                    |                    |             |       |

| Metropolitanos                   | 1 - 1 | Caracas             | Olímpico de la UCV    | 4 de agosto | 19:00 |
| Monagas                          | 3 - 0 | Lala                | Monumental de Maturín | 5 de agosto | 18:15 |
| Atlético Venezuela               | 1 - 0 | Universidad Central | Brígido Iriarte       | 6 de agosto | 16:00 |
| Equipo libre: Mineros de Guayana |       |                     |                       |             |       |

| Monagas                           | 0 - 0 | Metropolitanos     | Monumental de Maturín | 13 de agosto | 17:00 |
| Caracas                           | 2 - 0 | Mineros de Guayana | Olímpico de la UCV    | 14 de agosto | 16:00 |
| Lala                              | 1 - 1 | Atlético Venezuela | Ricardo Tulio Maya    | 15 de agosto | 17:15 |
| Equipo libre: Universidad Central |       |                    |                       |              |       |

| Metropolitanos                   | 3 - 0 | Mineros de Guayana | Olímpico de la UCV | 19 de agosto | 15:00 |
| Universidad Central              | 1 - 0 | Lala               | Olímpico de la UCV | 20 de agosto | 18:15 |
| Caracas                          | 4 - 2 | Monagas            | Olímpico de la UCV | 22 de agosto | 16:00 |
| Equipo libre: Atlético Venezuela |       |                    |                    |              |       |

| Mineros de Guayana    | 2 - 0 | Lala                | CTE Cachamay       | 26 de agosto | 16:00 |
| Atlético Venezuela    | 0 - 2 | Caracas             | Brígido Iriarte    | 28 de agosto | 16:00 |
| Metropolitanos        | 1 - 1 | Universidad Central | Olímpico de la UCV | 29 de agosto | 18:15 |
| Equipo libre: Monagas |       |                     |                    |              |       |

| Mineros de Guayana    | 1 - 1 | Universidad Central | CTE Cachamay          | 3 de septiembre | 18:15 |
| Lala                  | 1 - 3 | Metropolitanos      | CTE Cachamay          | 4 de septiembre | 16:00 |
| Monagas               | 1 - 1 | Atlético Venezuela  | Monumental de Maturín | 5 de septiembre | 18:15 |
| Equipo libre: Caracas |       |                     |                       |                 |       |

| Universidad Central | 1 - 1 | Caracas            | Olímpico de la UCV | 8 de septiembre  | 17:15 |
| Mineros de Guayana  | 0 - 2 | Monagas            | CTE Cachamay       | 9 de septiembre  | 16:00 |
| Metropolitanos      | 2 - 1 | Atlético Venezuela | Olímpico de la UCV | 12 de septiembre | 18:15 |
| Equipo libre: Lala  |       |                    |                    |                  |       |

| Caracas                      | 5 - 2 | Lala                | Olímpico de la UCV    | 16 de septiembre | 16:00 |
| Monagas                      | 2 - 1 | Universidad Central | Monumental de Maturín | 16 de septiembre | 18:15 |
| Atlético Venezuela           | 2 - 1 | Mineros de Guayana  | Brígido Iriarte       | 17 de septiembre | 16:00 |
| Equipo libre: Metropolitanos |       |                     |                       |                  |       |

| Lala                             | 0 - 2 | Monagas            | CTE Cachamay       | 23 de septiembre | 16:00 |
| Universidad Central              | 4 - 0 | Atlético Venezuela | Olímpico de la UCV | 24 de septiembre | 18:15 |
| Caracas                          | 1 - 3 | Metropolitanos     | Olímpico de la UCV | 25 de septiembre | 18:15 |
| Equipo libre: Mineros de Guayana |       |                    |                    |                  |       |

| Mineros de Guayana                | 1 - 1 | Caracas | CTE Cachamay       | 30 de septiembre | 16:00 |
| Metropolitanos                    | 1 - 2 | Monagas | Olímpico de la UCV | 30 de septiembre | 18:15 |
| Atlético Venezuela                | 3 - 1 | Lala    | Brígido Iriarte    | 1 de octubre     | 16:00 |
| Equipo libre: Universidad Central |       |         |                    |                  |       |

| Lala                             | 0 - 1 | Universidad Central | CTE Cachamay          | 5 de octubre | 16:00 |
| Mineros de Guayana               | 0 - 0 | Metropolitanos      | Ricardo Tulio Maya    | 6 de octubre | 16:00 |
| Monagas                          | 1 - 3 | Caracas             | Monumental de Maturín | 8 de octubre | 20:30 |
| Equipo libre: Atlético Venezuela |       |                     |                       |              |       |

| Lala                  | 0 - 3 | Mineros de Guayana | CTE Cachamay       | 14 de octubre | 16:00 |
| Caracas               | 0 - 3 | Atlético Venezuela | Olímpico de la UCV | 14 de octubre | 17:00 |
| Universidad Central   | 1 - 1 | Metropolitanos     | Olímpico de la UCV | 15 de octubre | 18:15 |
| Equipo libre: Monagas |       |                    |                    |               |       |

| Universidad Central   | 4 - 1 | Mineros de Guayana | Olímpico de la UCV | 21 de octubre | 11:00 |
| Atlético Venezuela    | 2 - 4 | Monagas            | Brígido Iriarte    | 21 de octubre | 16:00 |
| Metropolitanos        | 6 - 0 | Lala               | Olímpico de la UCV | 21 de octubre | 16:00 |
| Equipo libre: Caracas |       |                    |                    |               |       |

## Hexagonal final A

### Clasificación
| Pos. | Equipo                | Pts. | PJ | G | E | P | GF | GC | Dif. | Clasificación                             |
| ---- | --------------------- | ---- | -- | - | - | - | -- | -- | ---- | ----------------------------------------- |
| 1    | Caracas F. C.         | 18   | 10 | 5 | 3 | 2 | 20 | 6  | +14  | Final. Clasifican a la Copa Libertadores. |
| 2    | Deportivo Táchira     | 18   | 10 | 5 | 3 | 2 | 14 | 9  | +5   | Final. Clasifican a la Copa Libertadores. |
| 3    | Monagas S. C.         | 17   | 10 | 5 | 2 | 3 | 14 | 12 | +2   | Clasifican a la Copa Libertadores.        |
| 4    | Deportivo Lara        | 11   | 10 | 2 | 5 | 3 | 10 | 9  | +1   | Clasifican a la Copa Libertadores.        |
| 5    | Deportivo La Guaira   | 9    | 10 | 2 | 3 | 5 | 8  | 20 | −12  | Clasifican a la Copa Sudamericana.        |
| 6    | Estudiantes de Mérida | 8    | 10 | 2 | 2 | 6 | 12 | 22 | −10  | Clasifican a la Copa Sudamericana.        |

 Fuente: Liga FutVe

### Evolución de la clasificación
| Equipo / Fecha        | 1 | 2 | 3 | 4 | 5 | 6 | 7 | 8 | 9 | 10 |
| --------------------- | - | - | - | - | - | - | - | - | - | -- |
| Caracas               | 1 | 1 | 1 | 1 | 2 | 1 | 1 | 3 | 1 | 1  |
| Deportivo Táchira     | 3 | 2 | 3 | 4 | 3 | 3 | 3 | 2 | 3 | 2  |
| Monagas               | 4 | 4 | 4 | 2 | 1 | 2 | 2 | 1 | 2 | 3  |
| Deportivo Lara        | 2 | 3 | 2 | 3 | 4 | 4 | 4 | 4 | 4 | 4  |
| Deportivo La Guaira   | 5 | 6 | 6 | 5 | 5 | 6 | 6 | 5 | 6 | 5  |
| Estudiantes de Mérida | 6 | 5 | 5 | 6 | 6 | 5 | 5 | 6 | 5 | 6  |

### Resultados
- Los horarios corresponden al huso horario de Venezuela (UTC-4).

#### Primera vuelta
| Caracas           | 4 - 0 | Deportivo La Guaira   | Olímpico de la UCV            | 31 de octubre | 15:00 |
| Deportivo Táchira | 3 - 1 | Monagas               | Polideportivo de Pueblo Nuevo | 31 de octubre | 17:30 |
| Deportivo Lara    | 4 - 0 | Estudiantes de Mérida | Farid Richa                   | 31 de octubre | 19:30 |

| Deportivo La Guaira   | 0 - 0 | Deportivo Táchira | Olímpico de la UCV      | 3 de noviembre | 15:00 |
| Estudiantes de Mérida | 1 - 1 | Caracas           | Metropolitano de Mérida | 3 de noviembre | 17:15 |
| Monagas               | 1 - 0 | Deportivo Lara    | Monumental de Maturín   | 3 de noviembre | 19:30 |

| Estudiantes de Mérida | 2 - 2 | Monagas             | Metropolitano de Mérida | 7 de noviembre | 15:00 |
| Caracas               | 2 - 0 | Deportivo Táchira   | Olímpico de la UCV      | 7 de noviembre | 17:30 |
| Deportivo Lara        | 1 - 1 | Deportivo La Guaira | Farid Richa             | 7 de noviembre | 20:30 |

| Deportivo Táchira   | 0 - 0 | Deportivo Lara        | Polideportivo de Pueblo Nuevo | 10 de noviembre | 15:15 |
| Monagas             | 1 - 0 | Caracas               | Monumental de Maturín         | 10 de noviembre | 17:30 |
| Deportivo La Guaira | 2 - 1 | Estudiantes de Mérida | Olímpico de la UCV            | 10 de noviembre | 19:50 |

| Estudiantes de Mérida | 1 - 2 | Deportivo Táchira   | Metropolitano de Mérida | 14 de noviembre | 15:00 |
| Monagas               | 1 - 0 | Deportivo La Guaira | Monumental de Maturín   | 14 de noviembre | 17:30 |
| Deportivo Lara        | 0 - 0 | Caracas             | Farid Richa             | 14 de noviembre | 19:30 |

#### Segunda vuelta
| Estudiantes de Mérida | 1 - 0 | Deportivo Lara    | Metropolitano de Mérida | 19 de noviembre | 15:00 |
| Deportivo La Guaira   | 0 - 5 | Caracas           | Olímpico de la UCV      | 19 de noviembre | 17:15 |
| Monagas               | 1 - 1 | Deportivo Táchira | Monumental de Maturín   | 19 de noviembre | 19:30 |

| Caracas           | 4 - 1 | Estudiantes de Mérida | Olímpico de la UCV            | 24 de noviembre | 15:15 |
| Deportivo Táchira | 4 - 2 | Deportivo La Guaira   | Polideportivo de Pueblo Nuevo | 24 de noviembre | 17:30 |
| Deportivo Lara    | 1 - 3 | Monagas               | Farid Richa                   | 24 de noviembre | 19:50 |

| Deportivo Táchira   | 1 - 0 | Caracas               | Polideportivo de Pueblo Nuevo | 28 de noviembre | 15:00 |
| Deportivo La Guaira | 0 - 0 | Deportivo Lara        | Olímpico de la UCV            | 28 de noviembre | 17:30 |
| Monagas             | 4 - 1 | Estudiantes de Mérida | Monumental de Maturín         | 28 de noviembre | 19:50 |

| Estudiantes de Mérida | 4 - 1 | Deportivo La Guaira | Metropolitano de Mérida | 1 de diciembre | 15:00 |
| Caracas               | 2 - 0 | Monagas             | Olímpico de la UCV      | 1 de diciembre | 17:15 |
| Deportivo Lara        | 2 - 1 | Deportivo Táchira   | Farid Richa             | 1 de diciembre | 19:50 |

| Caracas             | 2 - 2 | Deportivo Lara        | Olímpico de la UCV            | 5 de diciembre | 15:00 |
| Deportivo Táchira   | 2 - 0 | Estudiantes de Mérida | Polideportivo de Pueblo Nuevo | 5 de diciembre | 17:30 |
| Deportivo La Guaira | 2 - 0 | Monagas               | Olímpico de la UCV            | 5 de diciembre | 19:50 |

## Final
| 11 de diciembre, 18:30 (UTC-4) | Caracas                                | 0:0 (t. s.)(2:4 p.)        | Deportivo Táchira                  | Estadio Olímpico de la UCV, Caracas                          |                                                              |
|                                |                                        | Reporte                    |                                    | Asistencia: 14 938 espectadores Árbitro(s): Jesús Valenzuela | Asistencia: 14 938 espectadores Árbitro(s): Jesús Valenzuela |
|                                |                                        | Tiros desde el punto penal |                                    |                                                              |                                                              |
|                                | Celis · Castillo · Echeverría · Rivero |                            | Gómez · Cova · Camacho · Fernández |                                                              |                                                              |

|                                      |
| Bandera de Venezuela                 |
| Campeón Deportivo Táchira 9.º título |

## Hexagonal final B

### Clasificación
| Pos. | Equipo               | Pts. | PJ | G | E | P | GF | GC | Dif. | Clasificación                      |
| ---- | -------------------- | ---- | -- | - | - | - | -- | -- | ---- | ---------------------------------- |
| 1    | Metropolitanos F. C. | 14   | 8  | 4 | 2 | 2 | 10 | 10 | 0    | Clasifican a la Copa Sudamericana. |
| 2    | Hermanos Colmenarez  | 13   | 8  | 4 | 1 | 3 | 13 | 9  | +4   | Clasifican a la Copa Sudamericana. |
| 3    | Portuguesa F. C.     | 10   | 8  | 2 | 4 | 2 | 9  | 7  | +2   |                                    |
| 4    | Aragua F. C.         | 10   | 8  | 2 | 4 | 2 | 10 | 11 | −1   |                                    |
| 5    | Puerto Cabello       | 6    | 8  | 1 | 3 | 4 | 10 | 15 | −5   |                                    |
| 6    | Atlético Venezuela   | 0    | 0  | 0 | 0 | 0 | 0  | 0  | 0    | Retirado.                          |

 Fuente: Liga FutVe
Notas:
1. ↑  Atlético Venezuela originalmente iba a competir en la Fase Final B, pero se retiraron por incumplimiento de los requisitos impuestos por la FVF. Debido a esto, cinco equipos competirán en la Fase Final B.[8]

### Evolución de la clasificación
| Equipo / Fecha      | 1 | 2 | 3 | 4 | 5 | 6 | 7 | 8 | 9 | 10 |
| ------------------- | - | - | - | - | - | - | - | - | - | -- |
| Metropolitanos      | 5 | 1 | 1 | 1 | 1 | 1 | 1 | 1 | 2 | 1  |
| Hermanos Colmenárez | 1 | 4 | 2 | 3 | 2 | 2 | 2 | 2 | 1 | 2  |
| Portuguesa          | 4 | 5 | 5 | 2 | 3 | 3 | 3 | 4 | 4 | 3  |
| Aragua              | 3 | 3 | 4 | 4 | 5 | 4 | 4 | 3 | 3 | 4  |
| Puerto Cabello      | 2 | 2 | 3 | 5 | 4 | 5 | 5 | 5 | 5 | 5  |
| Atlético Venezuela  | 6 | 6 | 6 | 6 | 6 | 6 | 6 | 6 | 6 | 6  |

### Resultados
- Los horarios corresponden al huso horario de Venezuela (UTC-4).

#### Primera vuelta
| Portuguesa                   | 1 - 1 | Aragua              | José Antonio Páez | 30 de octubre | 17:30 |
| Academia Puerto Cabello      | 2 - 2 | Hermanos Colmenárez | La Bombonerita    | 30 de octubre | 19:30 |
| Equipo libre: Metropolitanos |       |                     |                   |               |       |

| Aragua                            | 2 - 2 | Academia Puerto Cabello | Hermanos Ghersi Páez | 2 de noviembre | 16:00 |
| Metropolitanos                    | 1 - 0 | Portuguesa              | Olímpico de la UCV   | 2 de noviembre | 19:30 |
| Equipo libre: Hermanos Colmenárez |       |                         |                      |                |       |

| Hermanos Colmenárez      | 1 - 0 | Aragua         | Agustín Tovar  | 6 de noviembre | 17:15 |
| Academia Puerto Cabello  | 1 - 2 | Metropolitanos | La Bombonerita | 6 de noviembre | 19:30 |
| Equipo libre: Portuguesa |       |                |                |                |       |

| Portuguesa           | 2 - 0 | Academia Puerto Cabello | José Antonio Páez  | 9 de noviembre | 18:15 |
| Metropolitanos       | 1 - 0 | Hermanos Colmenárez     | Olímpico de la UCV | 9 de noviembre | 19:30 |
| Equipo libre: Aragua |       |                         |                    |                |       |

| Aragua                                | 0 - 2 | Metropolitanos | Hermanos Ghersi Páez | 13 de noviembre | 15:45 |
| Hermanos Colmenárez                   | 3 - 1 | Portuguesa     | Agustín Tovar        | 13 de noviembre | 20:30 |
| Equipo libre: Academia Puerto Cabello |       |                |                      |                 |       |

#### Segunda vuelta
| Aragua                       | 1 - 1 | Portuguesa              | Hermanos Ghersi Páez | 18 de noviembre | 16:00 |
| Hermanos Colmenárez          | 3 - 1 | Academia Puerto Cabello | Agustín Tovar        | 18 de noviembre | 19:30 |
| Equipo libre: Metropolitanos |       |                         |                      |                 |       |

| Portuguesa                        | 1 - 1 | Metropolitanos | José Antonio Páez | 23 de noviembre | 17:15 |
| Academia Puerto Cabello           | 2 - 3 | Aragua         | La Bombonerita    | 23 de noviembre | 19:30 |
| Equipo libre: Hermanos Colmenárez |       |                |                   |                 |       |

| Aragua                   | 1 - 0 | Hermanos Colmenárez     | Hermanos Ghersi Páez | 27 de noviembre | 16:00 |
| Metropolitanos           | 1 - 2 | Academia Puerto Cabello | Olímpico de la UCV   | 27 de noviembre | 19:30 |
| Equipo libre: Portuguesa |       |                         |                      |                 |       |

| Hermanos Colmenárez     | 4 - 0 | Metropolitanos | Agustín Tovar  | 30 de noviembre | 17:15 |
| Academia Puerto Cabello | 0 - 0 | Portuguesa     | La Bombonerita | 30 de noviembre | 19:30 |
| Equipo libre: Aragua    |       |                |                |                 |       |

| Portuguesa                            | 3 - 0 | Hermanos Colmenárez | José Antonio Páez  | 4 de diciembre | 17:15 |
| Metropolitanos                        | 2 - 2 | Aragua              | Olímpico de la UCV | 4 de diciembre | 17:30 |
| Equipo libre: Academia Puerto Cabello |       |                     |                    |                |       |

## Tabla acumulada
| Pos. | Equipo                  | Pts. | PJ | G  | E  | P  | GF | GC | Dif. |
| ---- | ----------------------- | ---- | -- | -- | -- | -- | -- | -- | ---- |
| 1    | Deportivo Táchira       | 68   | 35 | 20 | 8  | 7  | 63 | 31 | +32  |
| 2    | Caracas                 | 67   | 35 | 19 | 10 | 6  | 70 | 33 | +37  |
| 3    | Monagas                 | 62   | 34 | 18 | 8  | 8  | 58 | 39 | +19  |
| 4    | Estudiantes de Mérida   | 50   | 34 | 14 | 8  | 12 | 51 | 47 | +4   |
| 5    | Deportivo La Guaira     | 47   | 34 | 12 | 11 | 11 | 41 | 42 | –1   |
| 6    | Deportivo Lara          | 45   | 34 | 10 | 15 | 9  | 52 | 39 | +13  |
| 7    | Portuguesa              | 49   | 32 | 13 | 10 | 9  | 41 | 28 | +13  |
| 8    | Hermanos Colmenárez     | 49   | 32 | 12 | 13 | 7  | 56 | 44 | +12  |
| 9    | Metropolitanos          | 49   | 32 | 13 | 10 | 9  | 52 | 41 | +11  |
| 10   | Aragua                  | 43   | 32 | 10 | 13 | 9  | 32 | 36 | −4   |
| 11   | Academia Puerto Cabello | 40   | 32 | 9  | 13 | 10 | 34 | 36 | −2   |
| 12   | Atlético Venezuela      | 34   | 24 | 9  | 7  | 8  | 36 | 38 | −2   |
| 13   | Gran Valencia           | 33   | 24 | 8  | 9  | 7  | 25 | 32 | −7   |
| 14   | Zamora                  | 32   | 24 | 8  | 8  | 8  | 36 | 30 | +6   |
| 15   | Zulia                   | 31   | 24 | 8  | 7  | 9  | 37 | 32 | +5   |
| 16   | Universidad Central     | 31   | 24 | 8  | 7  | 9  | 32 | 30 | +2   |
| 17   | Carabobo                | 31   | 24 | 8  | 7  | 9  | 28 | 28 | 0    |
| 18   | Mineros de Guayana      | 29   | 24 | 8  | 5  | 11 | 25 | 33 | −8   |
| 19   | Yaracuyanos (R)         | 20   | 24 | 5  | 5  | 14 | 16 | 32 | −16  |
| 20   | Lala (R)                | 9    | 24 | 2  | 3  | 19 | 15 | 58 | −43  |
| 21   | Trujillanos (R)         | 1    | 24 | 0  | 1  | 23 | 8  | 79 | −71  |

|                       | Campeón absoluto. Clasificado para la fase de grupos de la Copa Libertadores 2022. |
|                       | Clasificado para la fase de grupos de la Copa Libertadores 2022.                   |
|                       | Clasificado para la segunda fase de la Copa Libertadores 2022.                     |
|                       | Clasificado para la primera fase de la Copa Libertadores 2022.                     |
|                       | Clasificados para la primera fase de la Copa Sudamericana 2022.                    |
| Descenso de categoría | Descenso a Segunda División 2022.                                                  |

## Clasificación a torneos Conmebol

### Copa Libertadores 2022
| Equipo            | Clasificado como | Método de clasificación          |
| ----------------- | ---------------- | -------------------------------- |
| Deportivo Táchira | Venezuela 1      | Campeón de la Liga FUTVE 2021    |
| Caracas           | Venezuela 2      | Subcampeón de la Liga FUTVE 2021 |
| Monagas           | Venezuela 3      | 3.º puesto del Hexagonal Final A |
| Deportivo Lara    | Venezuela 4      | 4.º puesto del Hexagonal Final A |
|                   |                  |                                  |

### Copa Sudamericana 2022
| Equipo                | Clasificado como | Método de clasificación          |
| --------------------- | ---------------- | -------------------------------- |
| Deportivo La Guaira   | Venezuela 1      | 5.º puesto del Hexagonal Final A |
| Estudiantes de Mérida | Venezuela 2      | 6.º puesto del Hexagonal Final A |
| Metropolitanos        | Venezuela 3      | 1.º puesto del Hexagonal Final B |
| Hermanos Colmenárez   | Venezuela 4      | 2.º puesto del Hexagonal Final B |
|                       |                  |                                  |

## Datos y estadísticas

### Récords
- Primer gol de la temporada: Anotado por Wilmar González Aguinaga, para Hermanos Colmenárez contra el Deportivo Táchira (15 de abril de 2021).
- Último gol de la temporada: Anotado por Yohan Cumana, para el Deportivo La Guaira contra el Monagas (5 de diciembre de 2021).
- Gol más rápido:
- Gol más cercano al final del encuentro:
- Mayor número de goles marcados en un partido: 8 goles, Estudiantes de Mérida 6–2 Hermanos Colmenárez (13 de junio de 2021).
- Mayor victoria local: Zamora 6–0 Trujillanos (11 de junio de 2021), Hermanos Colmenárez 6–0 Trujillanos (15 de julio de 2021), Metropolitanos 6–0 Lala (21 de octubre de 2021).
- Mayor victoria visitante: Trujillanos 0–7 Estudiantes de Mérida (3 de junio de 2021), Trujillanos 0–7 Deportivo Táchira (3 de octubre de 2021).